# Strömsholms naturreservat
För naturreservatet i Västmanland, se Strömsholm (naturreservat).
Strömsholm är ett naturreservat i Falköpings kommun i Västergötland.
Reservatet ligger söder om Floby och avsattes som naturreservat 2004. Det är 15 hektar stort område med lövskog, igenvuxen betesmark och strandskog vid rinnande vatten. 

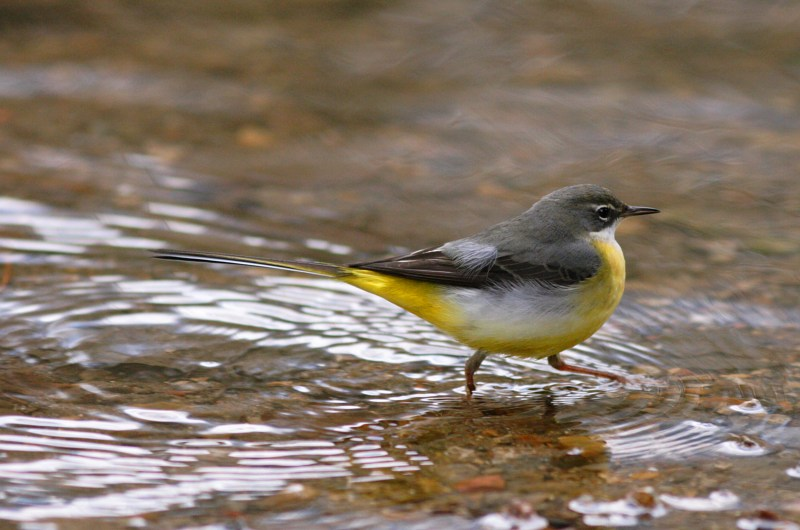
Forsärla

Genom naturreservatet rinner Lidan med starkt strömmande vatten. På båda sidor om ån växer lövskog som ask, hassel, al och vidkroniga ekar. Där finns ett större parti asksumpskog med stark inblandning av klibbal och gråal. Där finns gott om död ved och vegetationen är artrik. Den sällsynta laven rostfläck finns i reservatet.
I strandskogen kan man få se forsärla, strömstare, hackspett, tättingar och kungsfiskare. 
Området ingår i EU:s ekologiska nätverk av skyddade områden, Natura 2000. Naturreservatet går att nå med bil, men är svårvandrat på grund av alla nedfallna träd.

## Galleri

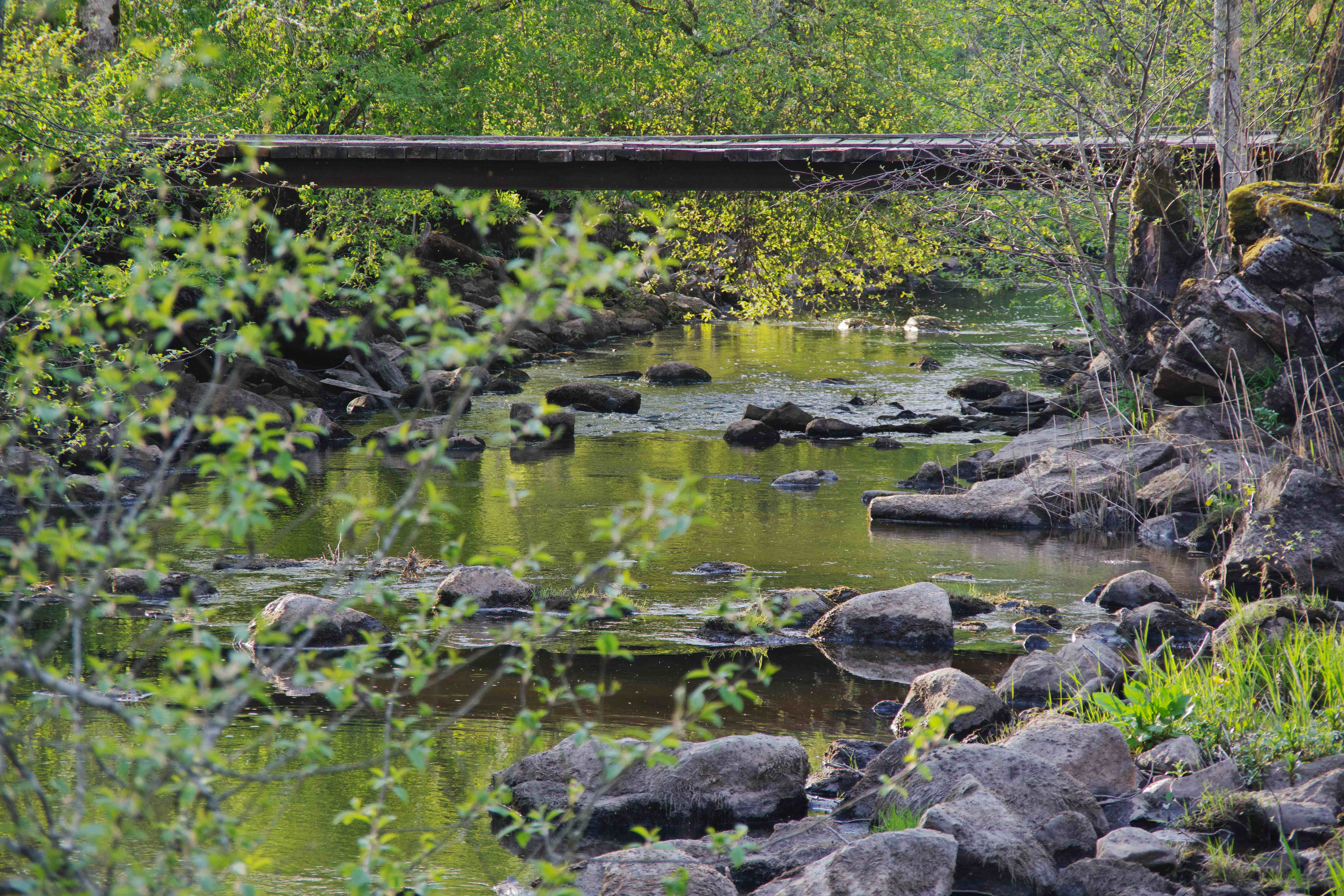
Lidan korsars av en bro där en besöksparkering går att finna.
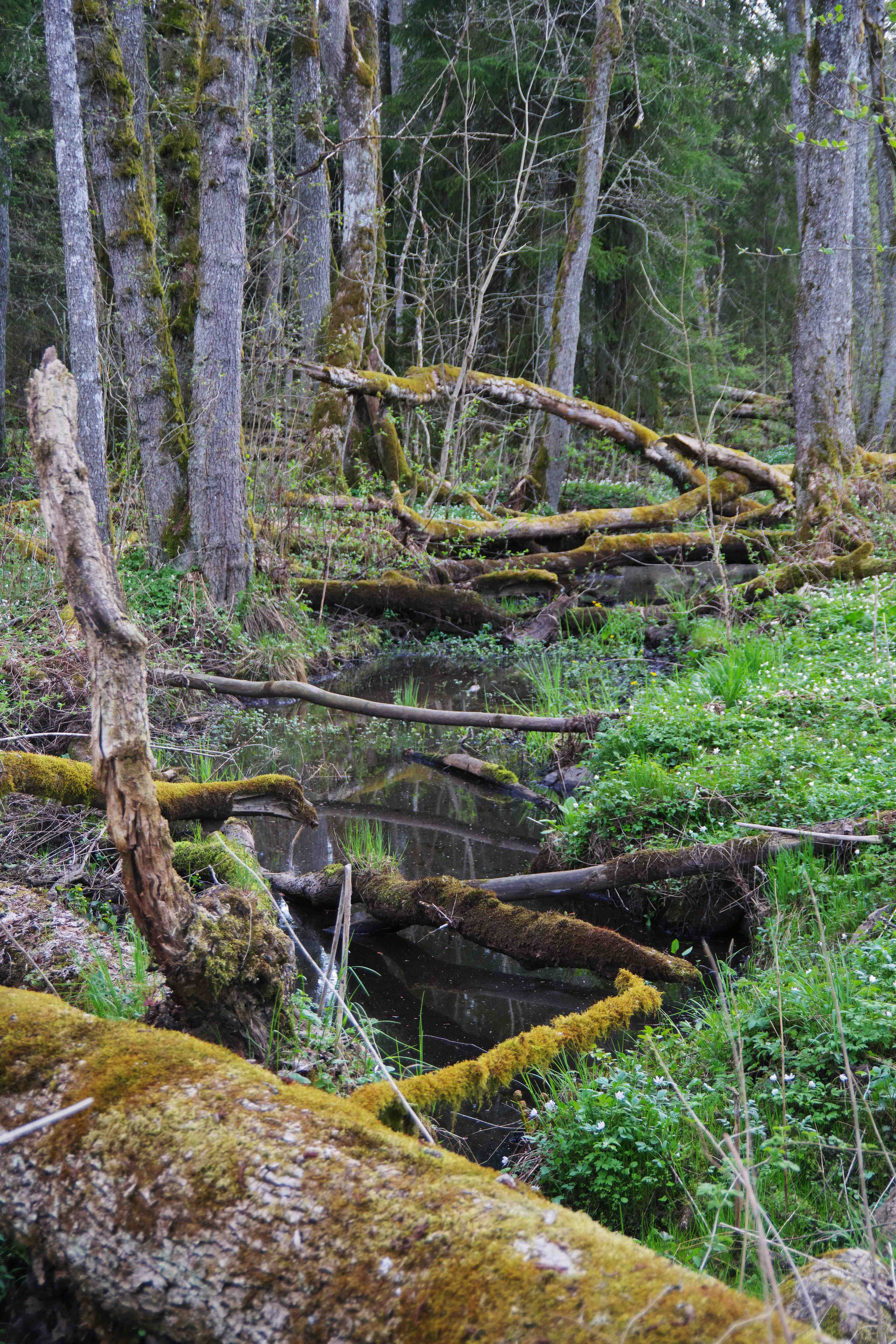
Ett halvt uttorkat biflöde.
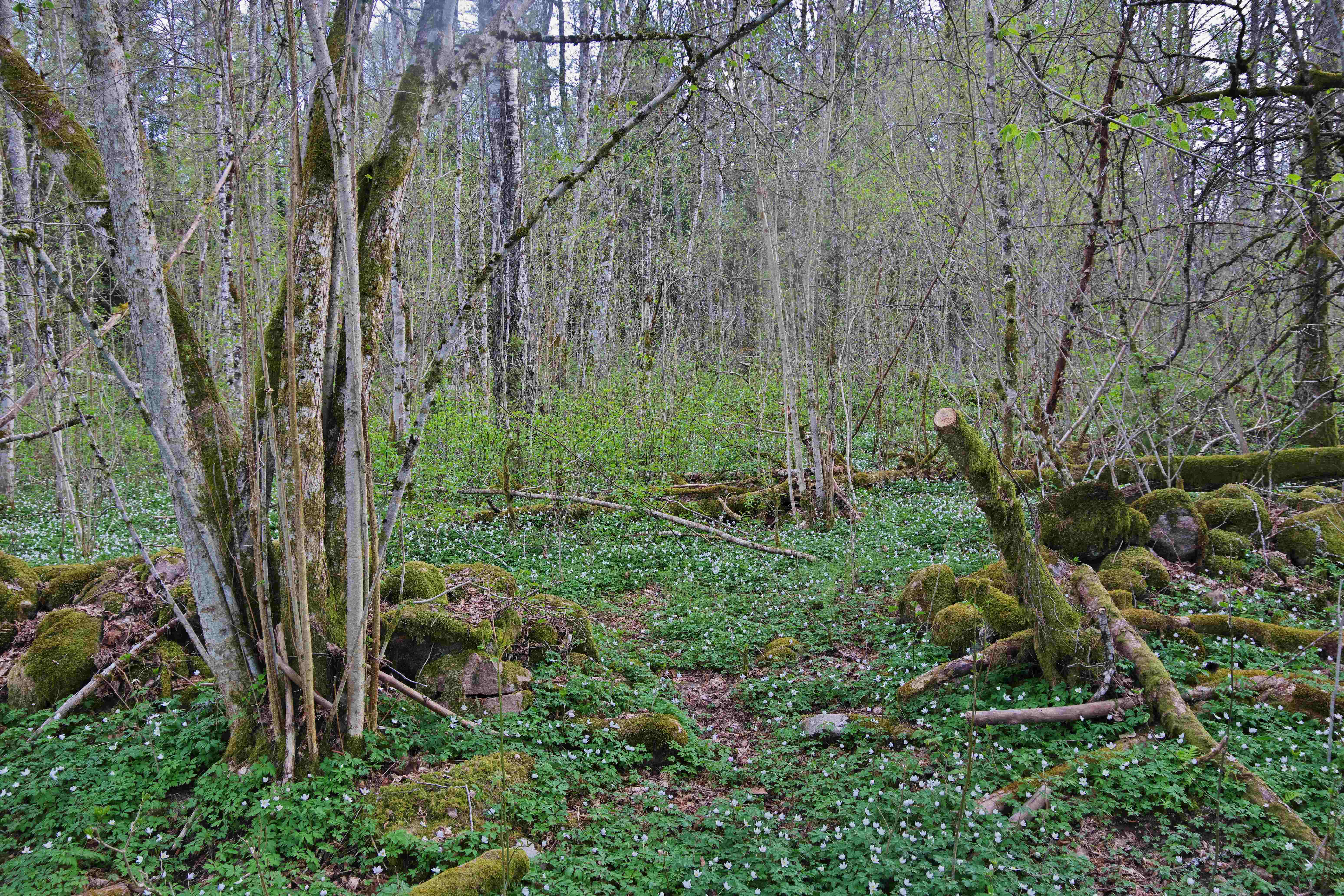
Tidigare, under 1800-talet och en bit in på 1900-talet, var naturreservatet slåtterängar och betesmark gringgärdat av stenmurar.
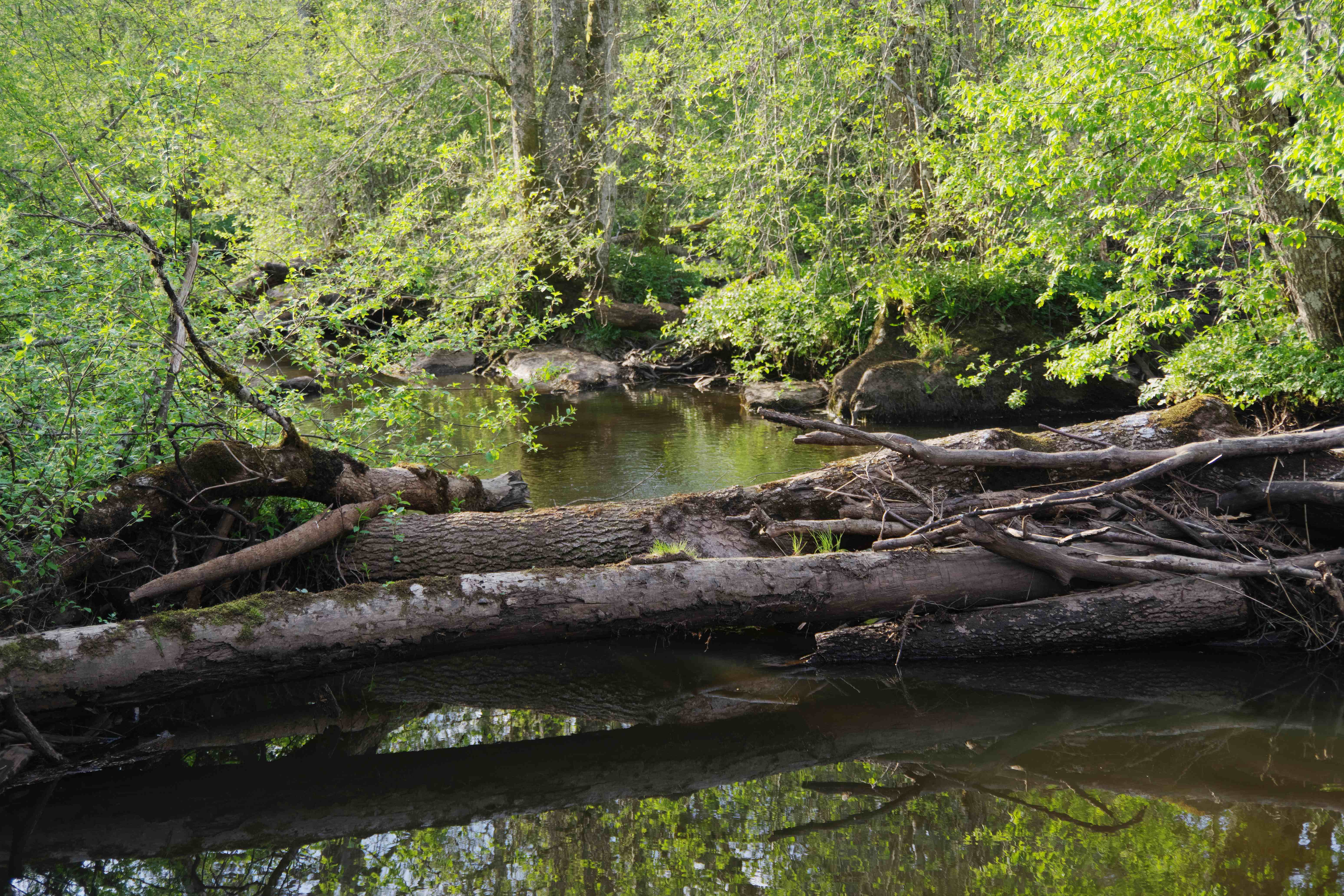